# Ле-Бурге
Ле-Бурге́ или Ле-Бургет (фр. Le Bourguet) — коммуна на юго-востоке Франции в регионе Прованс — Альпы — Лазурный берег, департамент Вар, округ Драгиньян, кантон Флейоск.
Площадь коммуны — 25,39 км², население — 23 человека (2006) с тенденцией к стабилизации: 26 человек (2012), плотность населения — 1,0 чел/км².

## Население
Население коммуны в 2011 году составляло — 25 человек, а в 2012 году — 26 человек.
| 1962 | 1968 | 1975 | 1982 | 1990 | 1999 | 2004 | 2006 | 2009 | 2011 | 2012 |
| ---- | ---- | ---- | ---- | ---- | ---- | ---- | ---- | ---- | ---- | ---- |
| 37   | 31   | 20   | 23   | 20   | 22   | 22   | 23   | 25   | 25   | 26   |

Динамика населения:

## Экономика
В 2010 году из 13 человек трудоспособного возраста (от 15 до 64 лет) 7 были экономически активными, 6 — неактивными (показатель активности 53,8 %, в 1999 году — 41,7 %). Из 7 активных трудоспособных жителей работали 7 человек (5 мужчин и 2 женщины), безработных не было. Среди 6 трудоспособных неактивных граждан — 4 числились пенсионерами, а ещё 2 — были неактивны в силу других причин.